# Labroma umbratilis
Labroma umbratilis là một loài bọ cánh cứng trong họ Bọ hung (Scarabaeidae).